# Kirsten Vangsness

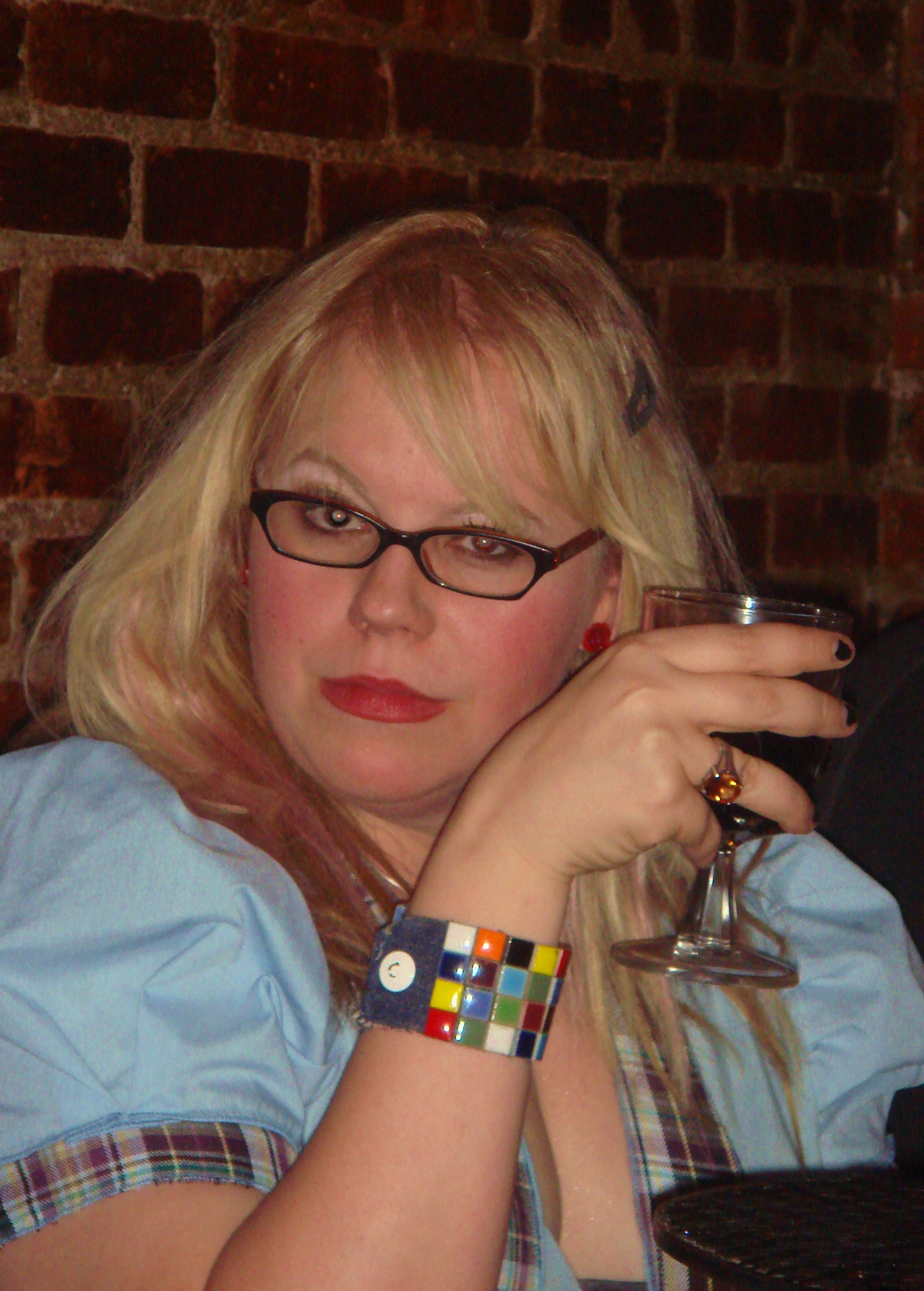
Kirsten Vangsness (2007)

Kirsten Simone Vangsness (* 7. Juli 1972 in Pasadena, Kalifornien) ist eine US-amerikanische Schauspielerin und Drehbuchautorin.

## Leben
Ihren Schulabschluss machte sie im Juni 1990 an der Cerritos High School in Cerritos, Kalifornien. Vangsness war am Theater tätig und konnte dort schon für ihre Leistungen einige Auszeichnungen entgegennehmen, darunter den 15 Minutes of Female Best Actress Award, den Los Angeles Drama Critics Award für die Beste in Erscheinung tretende lustige Schauspielerin und den Golden Betty Award.
Von 2005 bis 2020 spielte sie die Rolle der Audio- und Video-Technikerin Penelope Garcia in der Serie Criminal Minds. In dem Spin-off Criminal Minds: Team Red spielte sie 2011 an der Seite von Forest Whitaker auch wieder die Rolle der Penelope Garcia. Im November 2022 startete das dritte Spin Off der Serie: Criminal Minds: Evolution, wo sie auch wieder die Rolle der Penelope Garcia aufnimmt.  Seit der zehnten Staffel der Mutterserie ist sie an einigen Episoden als Drehbuchautorin beteiligt. In der Regel schreibt sie die Bücher mit Showrunnerin Erica Messer zusammen. Außerdem ist sie Autorin; einige ihre Arbeiten wurden in der Los Angeles Times veröffentlicht.
Kirsten Vangsness war bis 2013 fünf Jahre lang mit der Drehbuchautorin Melanie Goldstein verlobt.
Im November 2015 verlobte sie sich mit dem Autor Keith Hanson.

## Filmografie (Auswahl)
- 1998: Sometimes Santa's Gotta Get Whacked (Kurzfilm)
- 2004: Phil aus der Zukunft (Fernsehserie, Folge 1x16)
- 2004: LAX (Fernsehserie, 3 Folgen)
- 2005–2020, seit 2022: Criminal Minds (333 Episoden)
- 2006: A-List
- 2008: Tranny McGuyver (Kurzfilm)
- 2009: Scream of the Bikini
- 2010: Vampire Mob
- 2010–2012: Pretty the Series (Fernsehserie, 14 Episoden)
- 2010: In My Sleep (Cameo-Auftritt)
- 2011: Criminal Minds: Team Red (Fernsehserie, 13 Episoden)
- 2011: Sarina's Song (Kurzfilm)
- 2011: Second City This Week (Fernsehserie, 1 Folge)
- 2011: The Chicago 8
- 2011/2013: Good Job, Thanks! (Fernsehserie, 2 Folgen)
- 2012: Remember to Breathe (Kurzfilm)
- 2013: Shelf Life (Webserie, 6 Folgen)
- 2015: Marvel’s Agent Carter (Episode 1x01)
- 2015: Kill Me, Deadly (Hauptcast)
- 2016–2017: Criminal Minds: Beyond Borders (Fernsehserie, 2 Folgen)
- 2016: Diane & Devine Meet the Apocalypse
- 2017: Axis (Stimme von Heather)
- 2017: Dave Made a Maze
- 2018: Stuck
- 2019: Baby S (Kurzfilm)
- 2020: Curtains (Kurzfilm)
- 2024–2025: Die neuen Zauberer vom Waverly Place (Wizards Beyond Waverly Place , Fernsehserie, 4 Folgen)